# Mariapolyptiek

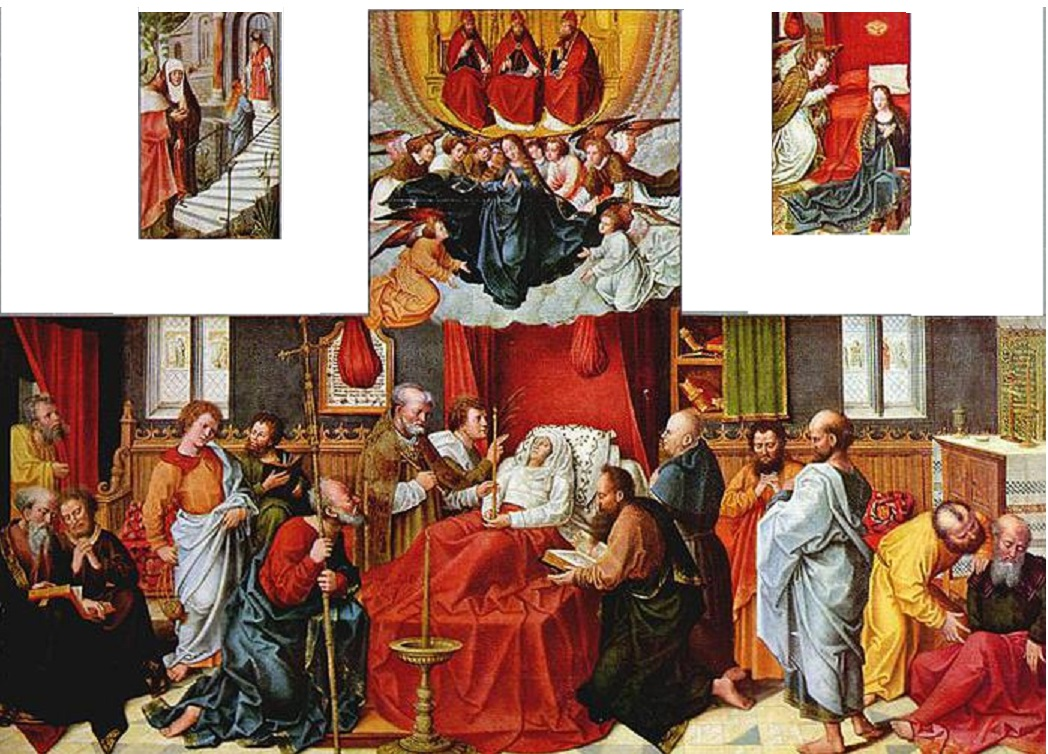
Collage van het middenluik

De Mariapolyptiek is een veelluik uit 1520 toegeschreven aan Barend van Orley en/of zijn atelier. Het bevindt zich in het OCMW-museum van Brussel.

## Geschiedenis
De datering is eenvoudig dankzij een opschrift aan de buitenkant: Dit es ghemacht anno XVcXX den XI dach Augusti (11 augustus 1520). Waarschijnlijk is het Mariaveelluik gemaakt voor de infirmerie van het Brusselse begijnhof, waar het zich bevond tot het Franse bewind in 1797 de Commission des Hospices Civils op de begijnen afstuurde om hun bezittingen aan te slaan. Het topstuk hadden ze echter in veiligheid gebracht achter een muur in een begijnenhuis, waar het in 1827 werd ontdekt. Zo kwam het alsnog in handen van de autoriteiten. Tegenwoordig is het eigendom van de opvolger van het Burgerlijke Godshuizen, het OCMW.

## Thema
Het linkerzijluik telt twee panelen: het Bezoek aan Elisabeth en de Geboorte van Maria. Op het grote middenluik is het Sterfbed van Maria te zien: ze ligt in een gotisch interieur, omringd door de apostelen, en ziet boven zich reeds haar Hemelvaart. Schuin erboven de Tempelgang van Maria (links) en de Blijde boodschap (rechts). Het rechterluik telt weer twee panelen: de Aanbidding van de Wijzen en de Besnijdenis van Jezus.
Aan de buitenzijde verschijnt de verrezen Christus op een misaltaar met de marteltuigen uit het passieverhaal aan de paus en enkele priesters, die geknield toekijken. Bovenaan zijn Bijbelse voorwerpen en hoofden afgebeeld. De knielende begijnen opzij zijn de schenksters, dankzij de patroonheiligen achter hen te identificeren als Katrien Smeets en Geertrui Suetrogge.